# Campeonato Esloveno de Futebol de 1997-98
O Campeonato Esloveno de Futebol de 1997-98, oficialmente em Língua eslovena "1. Slovenska Nogometna Liga 97/98", (organizado pela Associação de Futebol da Eslovênia) foi a 7º edição do campeonato do futebol de Eslovênia. Os clubes jogavam em turno e returno. O campeão se classificava para a Liga dos Campeões da UEFA de 1998–99 e o vice se classificava para a Copa da UEFA de 1998–99. O último era rebaixado diretamente para o Campeonato Esloveno de Futebol de 1997-98 - Segunda Divisão, enquanto o penúltimo colocado jogava playoffs com o vice-campeão do ascenso

## Participantes
| Equipe        | Cidade        | Região            | No ano anterior                                                                                  | Estádio                         | Capacidade | Títulos                                | Participações |
| ------------- | ------------- | ----------------- | ------------------------------------------------------------------------------------------------ | ------------------------------- | ---------- | -------------------------------------- | ------------- |
| Rudar         | Velenje       | Savinjska         | Oitavo Lugar                                                                                     | Estádio Municipal Ob Jezeru     | 1.400      | 0 (não possui)                         | 7             |
| Celje         | Celje         | Savinjska         | Quarto Lugar                                                                                     | Estádio Skalna Klet             | 2.500      | 0 (não possui)                         | 7             |
| Gorica        | Nova Gorica   | Goriška           | Terceiro Lugar                                                                                   | Parque Desportivo Gorica        | 3.066      | 1 (1995-96)                            | 7             |
| Mura          | Murska Sobota | Pomurska          | Sétimo Lugar                                                                                     | Estádio Municipal Fazanerija    | 3.782      | 0 (não possui)                         | 7             |
| Beltinci      | Beltinci      | Pomurska          | Ganhador de Playoffs contra clube do Campeonato Esloveno de Futebol de 1996-97 - Segunda Divisão | Parque Desportivo Beltinci      | 1.346      | 0 (não possui)                         | 7             |
| Olimpija      | Liubliana     | Eslovénia Central | Quinto Lugar                                                                                     | Estádio Bežigrad                | 8.200      | 4 (1991-92, 1992-93,1993-94 , 1994-95) | 7             |
| Maribor       | Maribor       | Podravska         | Campeão                                                                                          | Estádio Ljudski vrt             | 12.435     | 1 (1996-97)                            | 7             |
| Primorje      | Ajdovščina    | Goriška           | Vice Campeão                                                                                     | Estádio Municipal de Ajdovščina | 1.630      | 0 (não possui)                         | 6             |
| Korotan       | Prevalje      | Koroška           | Sexto Lugar                                                                                      | Estádio Prevalje                | 600        | 0 (não possui)                         | 4             |
| Slavija Vevče | Liubliana     | Eslovénia Central | Acesso pelo Campeonato Esloveno de Futebol de 1996-97 - Segunda Divisão                          | Estádio Slavija                 | 1.000      | 0 (não possui)                         | 2             |

## Campeão
| Campeão Esloveno 1997-98              |
| ------------------------------------- |
| Maribor (Maribor) (2º título) Campeão |